# Antoni Segura i Mas
Antoni Segura i Mas (Barcelona, 1952) és catedràtic d'història contemporània de la Universitat de Barcelona i president del patronat del Centre d'Estudis i Documentació Internacionals a Barcelona (CIDOB) des de gener de 2017. A finals de novembre de 2020, el ple del patronat del CIDOB va reelegir-lo per unanimitat per a un nou mandat de quatre anys.
Ha estat codirector del Centre d'Estudis Històrics Internacionals (CEHI) de la mateixa universitat. És doctor en història contemporània i s'ha especialitzat en l'anàlisi de conflictes, l'estudi de la dictadura franquista i la transició a la democràcia. És autor i editor de nombrosos llibres, els últims sobre la geopolítica del món islàmic i les primaveres àrabs: The Spanish Transition and the Arab Spring (2012) i Estados Unidos, el islam y el nuevo orden mundial (2013). També destaca Euskadi, Crònica d'una esperança, publicat el 2009 (L'Avenç). Col·labora habitualment amb els mitjans de comunicació, on publica periòdicament articles d'anàlisi i opinió.